# Райхенов-Мёглин
Райхенов-Мёглин (нем. Reichenow-Möglin) — община в Германии, в земле Бранденбург.
Входит в состав района Меркиш-Одерланд. Подчиняется управлению Барним-Одербрух. Население составляет 595 человек (на 31 декабря 2010 года). Занимает площадь 22,76 км².
Коммуна подразделяется на 2 сельских округа.
| Год  | Население |
| ---- | --------- |
| 2005 | 634       |
| 2010 | 600       |

## Галерея
- Замок Райхенов
- Кирха в Мёглине
- Парк в Мёглине

- Мемориальный камень Тхаер
- Porträt-Plakette auf der Vorderseite
- Inschrift-Plakette auf der Rückseite